# Burg Helfštýn

Gesamtansicht der Festungsanlage Burg Helfštýn, ca. Mitte 16. Jh., vorn der Halsgraben, historischer Stich

Die teilrekonstruierte Ruine der Burg Helfštýn, auch Helfštejn (deutsch: Helfenstein, auch Helfstein) liegt über dem Tal der Bečva gegenüber der Einmündung der Jezernice. Nächste Ortschaft ist Týn nad Bečvou im Okres Přerov in Tschechien. Südlich der Ruine liegt der Maleníkwald.
Burg Helfštýn – weithin sichtbar – dominierte einst die Mährische Pforte. Sie ist eine der größten Festungsanlagen Europas und im stetigen Wiederaufbau begriffen. Als Kulturdenkmal sind derzeit vier Burghöfe, gewaltige Mauern, Türme, Kammertore, ein Zwingerabschnitt, der Palas oder die historische Burgschmiede (zum jährlichen  Hefaiston in Aktion zu erleben)  etc. zu besichtigen.

## Geschichte
Die auf einem steilen Felsen gelegene Felsenburg wurde Ende des 13. Jahrhunderts auf einem Gebiet angelegt, das im Besitz der Herren von Drahotuš war. Von ihr aus sollte die Mährische Pforte beherrscht werden. Vermutlich nach dem Tod des böhmischen Königs Ottokar II. Přemysl eignete sie sich der Raubritter Friduš/Friedrich von Linavy an. Um 1320 übergab sie König Johann von Luxemburg zusammen mit der umliegenden Herrschaft, zu der auch Leipnik gehörte, dem Wok/Vok von Krawarn,  bei dessen Nachkommen sie rund 100 Jahre verblieb. Nach dem Tod des Latzek/Lacek von Krawarn 1416, der das Amt des mährischen Landeshauptmanns bekleidete, gelangten Burg und Herrschaft Helfenstein an Peter von Krawarn und Straßnitz. Er war ein Anhänger des Jan Hus, sodass er während der Hussitenkriege 1420 gezwungen war, seine Ländereien zu verkaufen. Nach seinem Tod 1434 bekam sein Sohn Georg/Jiří von Krawarn und Straßnitz († 1466) die Herrschaft Helfenstein zurück. 1447 verkaufte er sie dem Wok von Sovinec (Vok ze Sovince). Zu dieser Zeit bestand sie aus der Burg Helfenstein, der Stadt Leipnik, 27 Dörfern und vier Dorfanteilen. 1464 verkaufte Wok von Sovinec alles an Albrecht, Zdeňek und Jan Kostka von Postupitz (z Postupic) sowie Georg/Jiřík von Landstein und Morawan, der 1468 starb. Während der böhmisch-ungarischen Kriege verkaufte Albrecht von Postupitz, dem die Herrschaft nunmehr allein gehörte, 1474 den Besitz an Wilhelm II. von Pernstein. Er befestigte die Burg so, dass sie in den nachfolgenden Kriegen als uneinnehmbar galt.
1554 erwarb Půta von Ludanitz (z Ludanic) Burg und Herrschaft Helfenstein. Nach seinem Tod 1560 folgte ihm sein Sohn Wenzel/Václav. Er bekleidete das Amt des Landeshauptmanns von Mähren, starb jedoch schon 1571. Erbin wurde seine fünfjährige Tochter Katharina/Kateřina, die unter die Vormundschaft des mährischen Landeshauptmanns Zacharias von Neuhaus gestellt wurde. Als 14-Jährige wurde sie 1580 mit Peter Wok von Rosenberg verheiratet. Er verkaufte die verschuldete Herrschaft Helfenstein mit der Burg Helfenstein 1592 dem Heinrich/Hynek von Würben auf Freudenthal, der 1596 starb. Sein Sohn Georg von Würben auf Freudenthal (Jiří Bruntálský z Vrbna; † ~1623) verlegte den Sitz der Herrschaft Helfenstein auf das von ihm neu errichtete Renaissance-Schloss in Leipnik. Da er Mitglied des mährischen Direktoriums und 1619–1621 Oberstlandrichter von Mähren war, wurde sein Besitz nach der Schlacht am Weißen Berg vom Kaiser beschlagnahmt und die Herrschaft Helfenstein mit Leipnik dem Olmützer Bischof Franz Xaver von Dietrichstein übergeben. Nach seinem Tod 1636 blieb die Herrschaft Helfenstein, die nunmehr als Herrschaft Leipnik bezeichnet wurde, bei seinen Nachkommen.
Bereits 1626 wurde die Burg Helfenstein zur Reichsfeste erklärt und 1656 auf Befehl des Kaisers Ferdinand III. für die Verteidigung untauglich gemacht. Wegen der Türkenkriege war 1663 und 1680 eine kaiserliche Besatzung auf der Burg stationiert, ebenso während des Siebenjährigen Kriegs. Vor geladenen Gästen ließ 1817 der kaiserliche Hofkriegsrat den Bergfried der verlassenen Burg devastieren.
Nachdem zur Romantik des 18. /19. Jahrhunderts die Burgruine zu einem häufig besuchten Ziel wurde, fanden in der zweiten Hälfte des 19. Jh. erste Schritte zu deren Rettung statt. Systematische Arbeiten begannen ab 1911 noch während der Österreichisch-Ungarischen Monarchie kurz vor dem Ersten Weltkrieg.

## Gegenwart

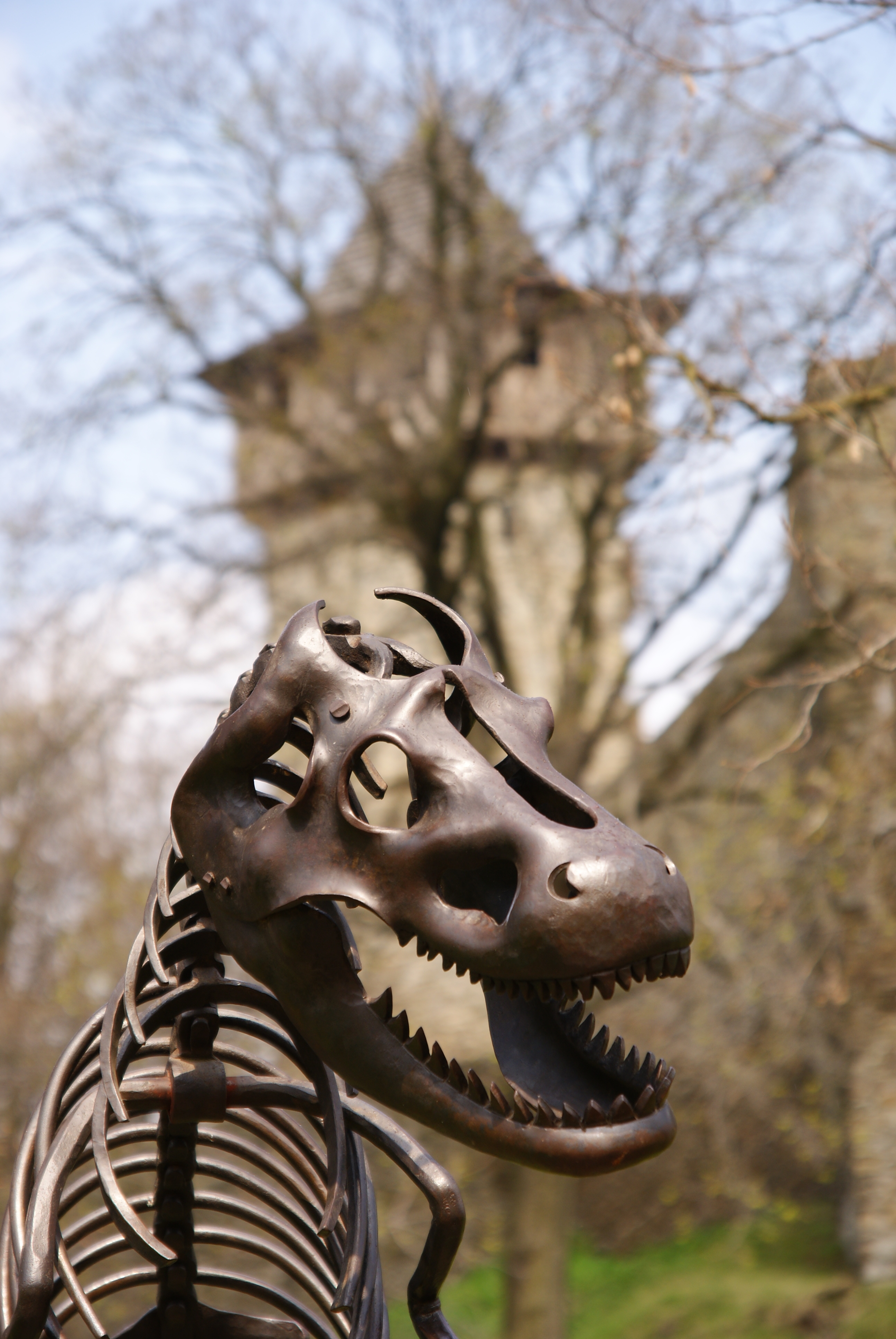
Metallplastik „Jurassic Parodie“, Stahl geschmiedet, Karel Bureš, Petr Kadavý, 1994, Hintergrund: Wehrturm

Nach dem Zweiten Weltkrieg begannen in der ČSSR ab den 1970er-Jahren Maßnahmen zur denkmalgerechten Rekonstruktion der Burg, die bis heute andauern. Dabei beteiligen sich mit freiwilligem Einsatz tschechische Pfadfinder und andere „Brontíci“ bei der systematischen kunsthistorischen und archäologischen Forschung und Wiederaufbau.
Heute präsentiert sich die Burg Helfštýn – weitgehend rekonstruiert – mit gewaltigen Wehrmauern, die im ca. 100 Meter breiten Zugangsbereich an der Basis stärker sind als die große Chinesische Mauer, bis zu 17 Meter breite Burggräben, wiedererrichteten Wehrtürmen und Festungsschanzen.
Die rekonstruierten Gebäude der Burganlage werden mit einem Restaurant und zum Teil für Ausstellungen oder, wie die ehemalige Bäckerei, zur metall–künstlerischen Weiterbildung genutzt. Weiterhin sind die mit historischen Schmiedeeisen beschlagenen Tore und zeitgemäß gestalteten Torgitter in moderner Schmiedekunst bemerkenswert.
In den Kellergewölben des Palas befindet sich ein Museum der künstlerischen Schmiedekunst des ausgehenden 20. Jahrhunderts, zusammengestellt aus drei Jahrzehnten des Schmiedesymposiums Hefaiston. Die Sammlung umfasste 2011 ca. 1100 Objekte, die Mehrzahl befindet sich aus Kapazitätsgründen im Archiv.
Ein Anziehungspunkt stellt der vollständig wiedererrichtete Bergfried – der Hussitenturm – im dritten Burghof dar, der als Aussichtsplattform auf die Burganlage und in die weite Ebene genutzt wird.
Weitere Besonderheiten der Burg sind eine hölzerne Steinschleuder und die Ausstellung monumental-geschmiedeter Metallplastiken, die meist in der Woche vor dem Hefaiston zum jährlichen „Schmiedeforum“ (Blacksmith Forum) entstanden. Andere wurden durch das Comenius–Museum in Přerov angekauft, das auch die Burg Helfštýn verwaltet. Hervorzuheben sind dabei die ca. 10 Meter hohe Plastik Prometheus (Autor: Pavel Krbálek, Ausführung: Pavel Tasovsky) im Zugangsbereich der Burg und das geschmiedete, funktional–begehbare Schachspiel.
Heute stellt sich die Burg neben ihren spätgotischen Wehrbauten und ihrem im Stil der Renaissance umgebauten Palas (Ruine) vor allem als Ort für kulturelle Veranstaltungen und Begegnungen dar.

## Kunstschmiede- und Metallbildhauersymposium Hefaiston
Auf der Burg findet jährlich zum letzten Wochenende im August das größte internationale Treffen der Kunstschmiede in Europa, Hefaiston statt – benannt nach dem griechischen Gott der Schmiede Hephaistos.
Gegründet 1981 von 18 Meistern der Schmiedekunst wie Alfred Habermann und der von 1973 bis 2010 amtierenden Kastellanin Marcella Kleckerova hat sich das Treffen zu einem Symposium entwickelt, das innerhalb der Kunstschmiede- und Metallbildhauerszene weltweit bekannt ist. Jedes Jahr melden sich einige hundert Teilnehmer aus Tschechien, der Slowakei, Deutschland, Niederlande, Israel, Russland, USA, Großbritannien, Schweden, Finnland, Polen, Frankreich, Italien, Ukraine, Luxemburg, Usbekistan, Japan. An der  an zwei Tagen für die Öffentlichkeit zugänglichen Veranstaltung werden seit Mitte der 1990er Jahre stets mehr als 10 000 Besucher gezählt.
Mittelpunkt ist die große Ausstellung, die in den Höfen oder historischen Gebäuden der Burganlage gezeigt wird und fast das gesamte Spektrum der Metallkunst abdeckt. Zum 30. Hefaiston 2011 wurden 359 Exponate – von Metallplastiken und Skulpturen über geschmiedete Tore und Gitter bis hin zu filigranem Schmuck aus unedlen und edlen Metallen, Einrichtungsgegenständen sowie Waffen registriert. Die Herausragendsten werden durch eine internationale Jury mit einem Preis und Festakt ausgezeichnet.
Folgende Einteilungen werden ohne Einschränkung des verarbeiteten Metalls vorgenommen:
1. „Klassische Schmiedearbeiten“ (hochwertige angewandte Arbeiten)
2. „Das freie Schaffen und Kammerskulptur“ (freie Bildhauerei)
3. „Schmuck“ (i. d. R. Unikate)
4. „Waffen“ (Repliken historischer Waffen in hoher Qualität)
5. „Die Damast-Werke“ (Werke aus Damaszenerstahl)
6. „Die Gusswerke“ (gegossene Metallkunst, auch mit Zusatzwerkstoffen)
7. „Die besondere Kategorie“ (Werke, welche nicht unter die aufgeführten Kategorien fallen, wie evtl. Treibarbeiten)
8. „Die Studenten- und Lehrlingsarbeiten“

Die Jury besteht aus folgenden Mitgliedern: Präsident: Karel Bureš (CZ). Engere Jury: Jos De Graaf (NL), Dipl.-Des. Ingolf Eschenbach (D), Ing.-Arch. Edita Vlčková, Milan Michna, PhDr. Jan Mohr, Bc. Jan Lauro (alle CZ)

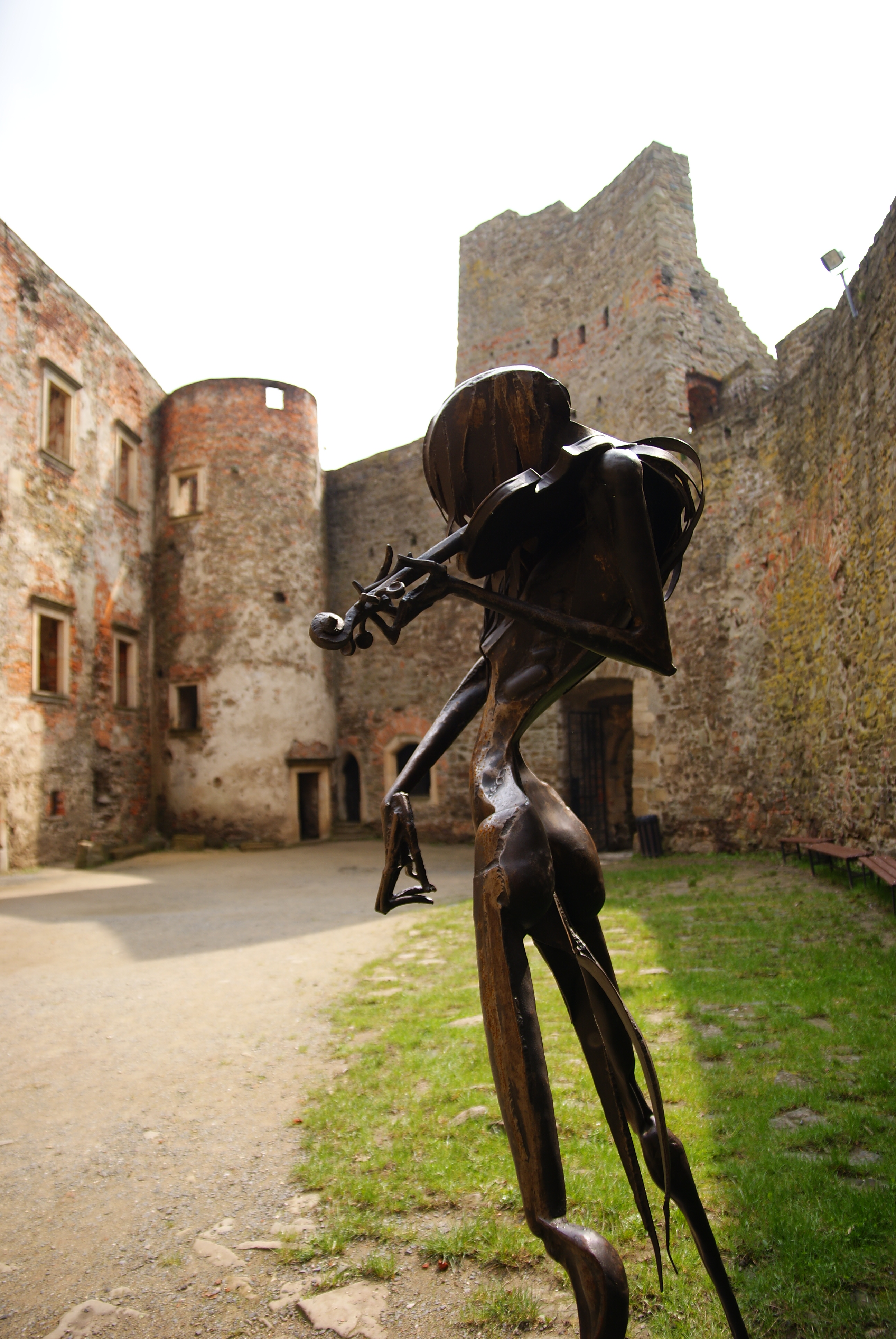
Metallplastik „Der Teufelsgeiger“ (nach Paganini) im vierten Burghof als Teil der ständigen Ausstellung

Parallel werden kunsthistorische Vorträge zu verschiedenen Themen gehalten und simultan übersetzt. Eine Bereicherung zur allgemeinen Ausstellung stellt die jährliche Leistungsschau der „Turnov–Schüler“ im vierten Burghof dar, welche sich in Phantasie und Ausführung auszeichnen. In Turnov wurde 1884 die erste mitteleuropäische Schule zur künstlerischen Metall- und Edelsteinbearbeitung gegründet, welche  bis heute ausbildet. Umgangssprachlich wird sie aufgrund der gezeigten Werke auch als „Schmiedeakademie Turnov“ bezeichnet.
Seit 2008 wird jährlich für herausragende Kunstschmiede und Metallbildhauer der „Alfred Habermann Preis“ verliehen.

### Öffentlicher Wettbewerb
Zeitgleich zur Ausstellung findet der öffentliche Wettbewerb der Kunstschmiede und Metallbildhauer statt, von denen die Besten ebenfalls ausgezeichnet werden.
Die Live–Demonstrationen werden im dritten Burghof an zehn Schmiedefeuern (davon zwei in der historischen Burgschmiede – der Hölle) durchgeführt. Zwei Lufthämmer und ein Federhammer erleichtern die Arbeit beim Ausschmieden des glühenden Materials und beim Feuerschweißen. Eine Tribüne soll ein genaues Zuschauen ermöglichen. Hier werden  seltene,  fast vergessene Techniken gezeigt. Jedes Team hat i. d. R. zwei Stunden Zeit, um ein Werk zu kreieren. Die  dabei entstandenen Arbeiten bilden den Grundstock der Sammlung des Museums der künstlerischen Schmiedekunst in der Burg.